# Dicnemon semicryptum
Dicnemon semicryptum är en bladmossart som beskrevs av C. Müller 1897. Dicnemon semicryptum ingår i släktet Dicnemon och familjen Dicnemonaceae. Inga underarter finns listade i Catalogue of Life.